# The Fingerpoke of Doom
The Fingerpoke of Doom er et populært navn til et handlingsforløb i amerikansk wrestling-historie, der fandt sted d. 4. januar 1999 under en episode af World Championship Wrestlings ugentlige tv-program WCW Monday Nitro. Showet fandt sted i Georgia Dome i Atlanta, Georgia. Denne begivenhed regnes af mange for at være vendepunktet i Monday Night Wars, en seerkamp i 1990'erne mellem verdens førende wrestlingorganisationer World Championship Wrestling (WCW) og konkurrenten World Wrestling Federation (WWF), samt WCW's undergang.

## Opbygning
I handlingsforløbet var den regerende verdensmester, Kevin Nash, kampsat til at forsvare VM-titlen i en rematch mod Goldberg. Goldberg havde været den regerende og ubesejrede verdensmester, indtil Nash havde vundet VM-titlen fra ham med hjælp fra Scott Hall under kontroversielle omstændigheder ved WCW's Starrcade 1998 otte dage før WCW Monday Nitro d. 4. januar 1999. Antagelig var Nash uvidende og utilfreds med Scott Halls hjælp, og Nash tilbød derfor Goldberg en ny VM-titelkamp på Nitro. I starten af udsendelsen blev Goldberg dog arresteret, da Miss Elizabeth beskyldte ham for at følge efter hende hele tiden. Han blev dog mod slutningen af udsendelsen løsladt, da hendes forklaring ikke holdt vand. I mellemtiden havde Hollywood Hogan, der ellers havde indstillet karrieren to måneder tidligere, vist sig for første gang siden november 1998, og Nash tilbød Hogan VM-titelkampen i stedet for, da fans nu var kommet for at se en VM-titelkamp. Hogan accepterede, selvom han ikke havde sit wrestlingudstyr med sig. Fans havde længe ville set en kamp mellem Kevin Nash og Hollywood Hogan, da de inden Hogans farvel til wrestling havde ledet hver sin fraktion af New World Order; Nash havde været leder for den populære gruppe nWo Wolfpac, mens Hogan havde været leder af nWo Hollywood, som var den mest hadede gruppe af wrestlere i WCW nogensinde. En VM-titelkamp mellem de to ledere ville været noget fans ville været meget interesserede i at se, og World Championship Wrestling opnåede nogle af de højeste seertal i flere uger. Hollywood Hogan kom ud til ringen uden sit wrestlingudstyr sammen med den nye nWo Hollywood-leder, Scott Steiner, og kort efter kom Kevin Nash ud til ringen. Nashs tidligere tagteam-partner, Scott Hall, kom ud samtidig iført en Wolfpac-T-shirt, og de gendannede tagteamet The Outsiders i den forbindelse også.

## Kampen
Da selve kampen begyndte, forsøgte Kevin Nash at skræmme Hollywood Hogan ved at skubbe ham voldsomt ind i ringhjørnet. Som gengæld prikkede Hogan til Nash i brystet, og Nash faldt lynhurtigt og dramatisk i gulvet på ryggen. Hogan lagde sig derefter over Nash, vandt kampen og blev erklæret for den nye verdensmester og indehaver af WCW World Heavyweight Championship. Scott Hall, der havde fulgt med Nash, og Scott Steiner, der havde fulgt med Hogan, gik op i ringen og fejrede resultatet med både Nash og Hogan, og i den forbindelse genforenede de New World Order. Goldberg, der netop var blevet løsladt, løb op i ringen og angreb de genforenede nWo, men blev på vejen angrebet af Wolfpac-medlemmet Lex Luger, der dermed markerede sig ved at slutte sig til det genforenede nWo, hvilket ligeledes var yderst overraskende siden Luger og Hogan havde været fjender længe. nWo tævede derefter løs på Goldberg.

## Mankind-hændelsen
Samtidig med WCW Monday Nitro denne aften blev der vist en episode af World Wrestling Federations Raw Is War, hvor Mankind (Mick Foley) vandt WWF's VM-titel fra The Rock. WWF havde dog optaget showet seks dage tidligere, og WCW's kommentatorer afslørede resultaterne af Raw Is War i håbet om at trække seere til Nitro. Før WWF's VM-titelkamp fik Nitro-seere resultatet af kampen, hvilket dermed betød kroningen af en ny verdensmester i WWF, og flere hundrede tusinde seere skiftede derfor kanal for at se kampen. Pga. afsløringen af resultatet tabte Nitro denne aften kampen om seere. Derudover fik fans set en rigtig VM-titelkamp på Raw Is War frem for den skandaløse "kamp" på Nitro, og mange fans valgte fremover WWF frem for WCW.

## Betydning
Efter denne episode begyndte WCW's tv-programmer at miste seere og nåede kun lige så høje seertal to gange senere. Set i bakspejlet blev mange fans trætte af WCW og nWo efter denne hændelse for adskillige grunde. WCW's prestigefyldte VM-titel, WCW World Heavyweight Championship, blev fuldstændig devalueret, da Nash uden videre ville lægge sig ned og give titlen til Hogan uden kamp. Senere blev VM-titlen også vundet af skuespilleren David Arquette, samt Vince Russo, der var forfatter på WCW Monday Nitro, og med disse episoder mistede titlen ydermere sin prestige. Begivenheden skadede WCW's troværdighed, fordi organisationen ikke leverede den kamp, som den ellers havde reklameret for – en rematch mellem Kevin Nash og Goldberg.

## Kritik
Ejeren af World Wrestling Entertainment, Vince McMahon, sagde engang, at en kamp mellem Hollywood Hogan og Kevin Nash burde holdes ved enten WWE's WrestleMania eller WCW's Starrcade, og på den måde ville organisationen være i stand til at tjene millioner af dollar. I stedet for valgte ledelsen i WCW at holde kampen under en episode af WCW Monday Nitro og var simpelthen reduceret til et mindre led i gendannelsen af New World Order. Andre har kommenteret, at episoden betød, at fans blev brændt af én gang for meget af WCW, og derfor faldt organisationens seertal derefter drastisk. Mange online-fans så hændelsen som bevis på den magt både Hogan og Nash havde bag kulisserne. Hogan havde i sin kontrakt en klausul, hvori der stod, at han havde "kreativ kontrol" over sin karakter, og derfor havde indflydelse på, hvordan hans kampes udfald blev. Nash var booker, hvilket betød, at han var med til at bestemme, hvilke wrestlere, der skulle sættes op imod hinanden, samt kampenes udfald. Nash påstår dog, at han intet havde at gøre med udfaldet af The Fingerpoke of Doom, fordi han først blev ansat som booker i februar 1999 – måneden efter. Nash forklarede, at det bare var et rygte, der blev startet af Goldberg.
| Sport | Spire Denne artikel om sport er en spire som bør udbygges. Du er velkommen til at hjælpe Wikipedia ved at udvide den. |